# Санто-Томас (Колумбия)
Санто-Томас (исп. Santo Tomás) — город и муниципалитет на севере Колумбии, на территории департамента Атлантико.

## История
Поселение, из которого позднее вырос город, было основано 26 июля 1543 года. Муниципалитет Санто-Томас был выделен в отдельную административную единицу в 1857 году.

## Географическое положение

Муниципалитет Санто-Томас

Город расположен в восточной части департамента, в пределах Прикарибской низменности, к западу от реки Магдалена, на расстоянии приблизительно 18 километров к юго-юго-востоку (SSE) от города Барранкилья, административного центра департамента. Абсолютная высота — 9 метров над уровнем моря.
Муниципалитет Санто-Томас граничит на севере с территорией муниципалитета Сабанагранде, на западе — с муниципалитетом Полонуэво, на юго-западе — с муниципалитетом Понедера, на юге — с муниципалитетом Пальмар-де-Варела, на востоке — с территорией департамента Магдалена. Площадь муниципалитета составляет 66 км².

## Население
По данным Национального административного департамента статистики Колумбии, совокупная численность населения города и муниципалитета в 2015 году составляла 25 325 человек.
Динамика численности населения муниципалитета по годам:
| 2005   | 2006   | 2007   | 2008   | 2009   | 2010   | 2011   | 2012   | 2013   | 2014   | 2015   |
| ------ | ------ | ------ | ------ | ------ | ------ | ------ | ------ | ------ | ------ | ------ |
| 23 874 | 24 038 | 24 177 | 24 335 | 24 491 | 24 636 | 24 797 | 24 935 | 25 066 | 25 203 | 25 325 |

Согласно данным переписи 2005 года мужчины составляли 49,6 % от населения Санто-Томаса, женщины — соответственно 50,4 %. В расовом отношении белые и метисы составляли 98,7 % от населения города; негры, мулаты и райсальцы — 1,3 %.
Уровень грамотности среди всего населения составлял 89,7 %.

## Экономика
58,1 % от общего числа городских и муниципальных предприятий составляют предприятия торговой сферы, 36 % — предприятия сферы обслуживания, 4,9 % — промышленные предприятия, 1 % — предприятия иных отраслей экономики.

## Транспорт
Через город проходит национальное шоссе № 25 (исп. Ruta Nacional 25).